# 林爽文紅花介
林爽文紅花介（学名：Cytheroma shoangwenlini）为魚形介科紅花介屬下的一个种。